# Силла, Морсире
Морсире Силла (фр. Morciré Sylla; 3 марта 1948, Киндиа — 12 августа 2005, Рабат) — гвинейский футболист, нападающий. Участник летних Олимпийских игр 1968 года, Кубка африканских наций 1974 и 1976 годов.

## Биография
Родился 22 сентября 1948 года в городе Киндиа. Занимался плаванием, баскетболом и волейболом, но в итоге перешёл в футбол.
В Морсире Силла играл за клуб «Хафия». Вместе с командой трижды становился победителем Африканского Кубка чемпионов в 1972, 1975 и 1977 годах.
В 1968 году главный тренер национальной сборной Гвинеи Наби Камара вызвал Мориса на летние Олимпийские игры в Мехико. В своей группе Гвинея заняла последнее четвёртое место, уступив Колумбии, Мексики и Франции. Морсире Силла на турнире в итоге не сыграл.
В 1974 году участвовал на Кубке африканских наций, который проходил в Египте. Сборная Гвинеи заняла предпоследнее третье место в своей группе, обогнав Маврикий и уступив Заиру и Конго. Сулла сыграл в двух играх данного турнира и забил два гола в ворота Маврикия.
На Кубке африканских наций 1976 года в Эфиопии сборная Гвинеи стала обладателем серебряных наград турнира. Уступив в финальном раунде команде Марокко. Сулла сыграл в трёх играх и забил мяч в ворота Египта.
31 октября 1976 года принял участие в матче квалификации на чемпионат мира 1978 года против Ганы (2:1).
После окончания карьеры футболиста являлся членом Федерации футбола Гвинеи и Национального олимпийского и спортивного комитета Гвинеи. Сулла скончался 12 августа 2005 года в столице Марокко Рабате.

## Достижения
- Серебряный призёр Кубка африканских наций (1): 1976
- Победитель Африканского Кубка чемпионов (3): 1972, 1975, 1977